# 패티 뮬렌

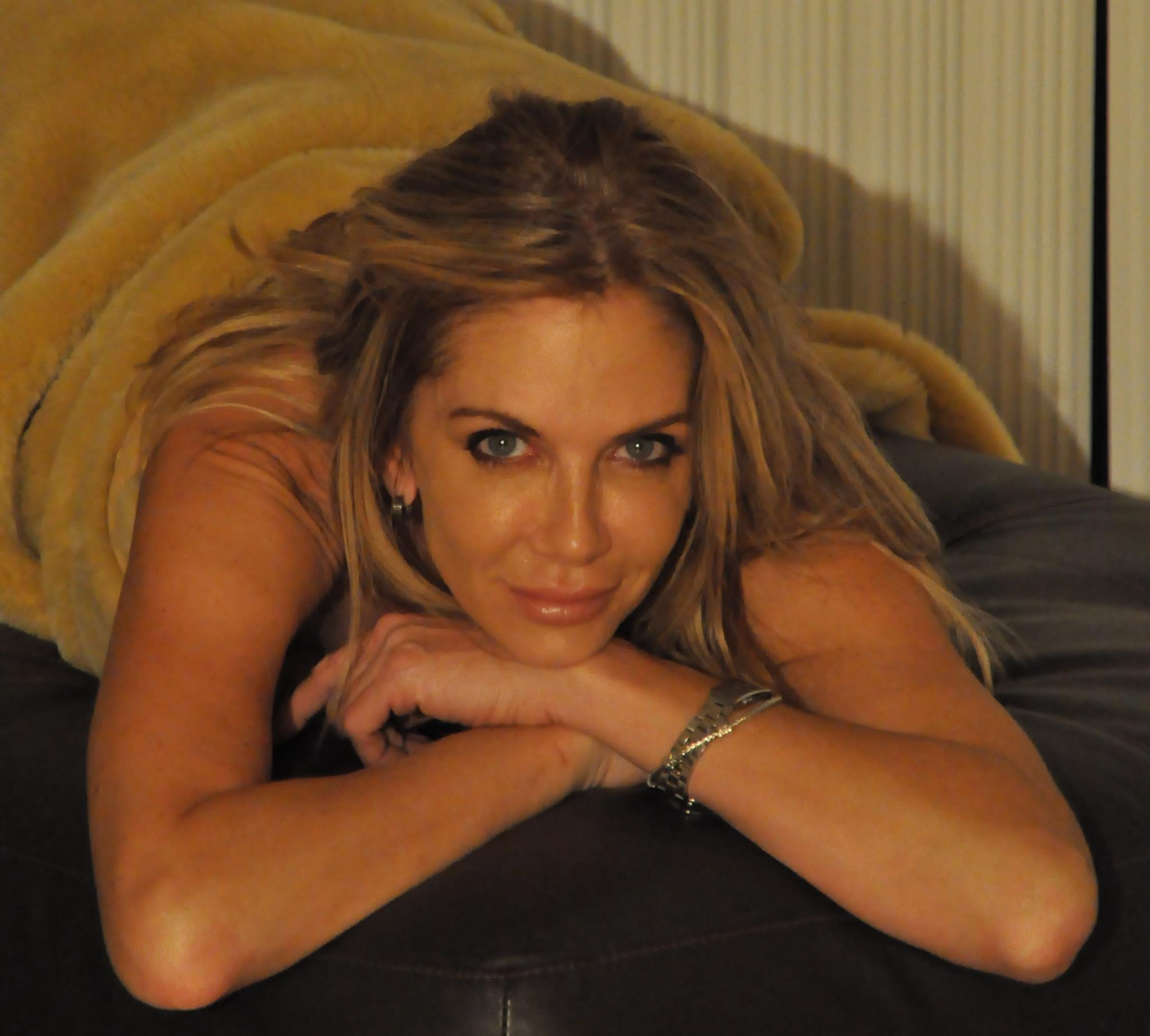

패티 뮬렌(Patty Mullen, 1901년 ~ )은 미국의 모델, 배우, 텔레비전 배우, 영화배우이다.
스태튼아일랜드에서 태어났다.

## 영화
- 프랑켄후커 (1990년) - 엘리자베스 셀리 역
- 둠 어사이럼 (1987년) - 주디/키키 역